# Son Seals
Frank "Son" Seals (Osceola, 14 agosto 1942 – Chicago, 20 dicembre 2004) è stato un chitarrista e cantante statunitense.

## Discografia parziale
- 1973 - The Son Seals Blues Band
- 1976 - Midnight Son
- 1978 - Live and Burning
- 1980 - Chicago Fire
- 1984 - Bad Axe
- 1991 - Living in the Danger Zone
- 1994 - Nothing but the Truth
- 1996 - Live: Spontaneous Combustion
- 2000 - Lettin' Go
- 2002 - Deluxe Edition